# Modèle Baumol-Tobin
Le modèle Baumol-Tobin est une théorie développée indépendamment par William Baumol (1952) et par James Tobin (1956) et reprenant des intuitions de Maurice Allais.

## Concept
Le modèle économique décrit la demande de monnaie d'un ménage. Celui-ci doit répartir ses actifs entre épargne (peu liquide) et monnaie (liquide) afin d'effectuer ses transactions. Le modèle décrit un optimum entre deux désirs : d'une part, l'épargne est profitable à l'inverse de l'argent liquide, ce qui pousse le ménage à conserver le maximum d'actifs sous forme d'épargne et à faire un grand nombre de petits retraits d'argent ; d'autre part, chaque retrait a un coût (ne serait-ce qu'en temps dépensé), ce qui le pousse à faire un petit nombre de retraits plus importants.
Les variables clés du modèle comprennent le taux d'intérêt nominal, le niveau de revenu réel et un coût fixe de transfert des richesses entre les catégories de liquidité et d'épargne.
Selon le modèle, le montant désiré des encaisses de transaction diminue lorsque les taux d'intérêt croissent. La vitesse de circulation de la monnaie augmente donc avec le taux d'intérêt.